# Калаун
Калаун, аль-Малік аз-Мансур Саїф ад-Дін Калаун аль-Альфі ас-Саліх аль-Наджмі аль-Алаї (араб. الملك المنصور سيف الدين قلاوون الألفى الصالحى النجمى العلاءى), Калаун Алфі (1222 — 10 листопада 1290, Каїр) — мусульманський полководець і політичний діяч, султан Єгипту з династії Бахрітів.

## Життєпис

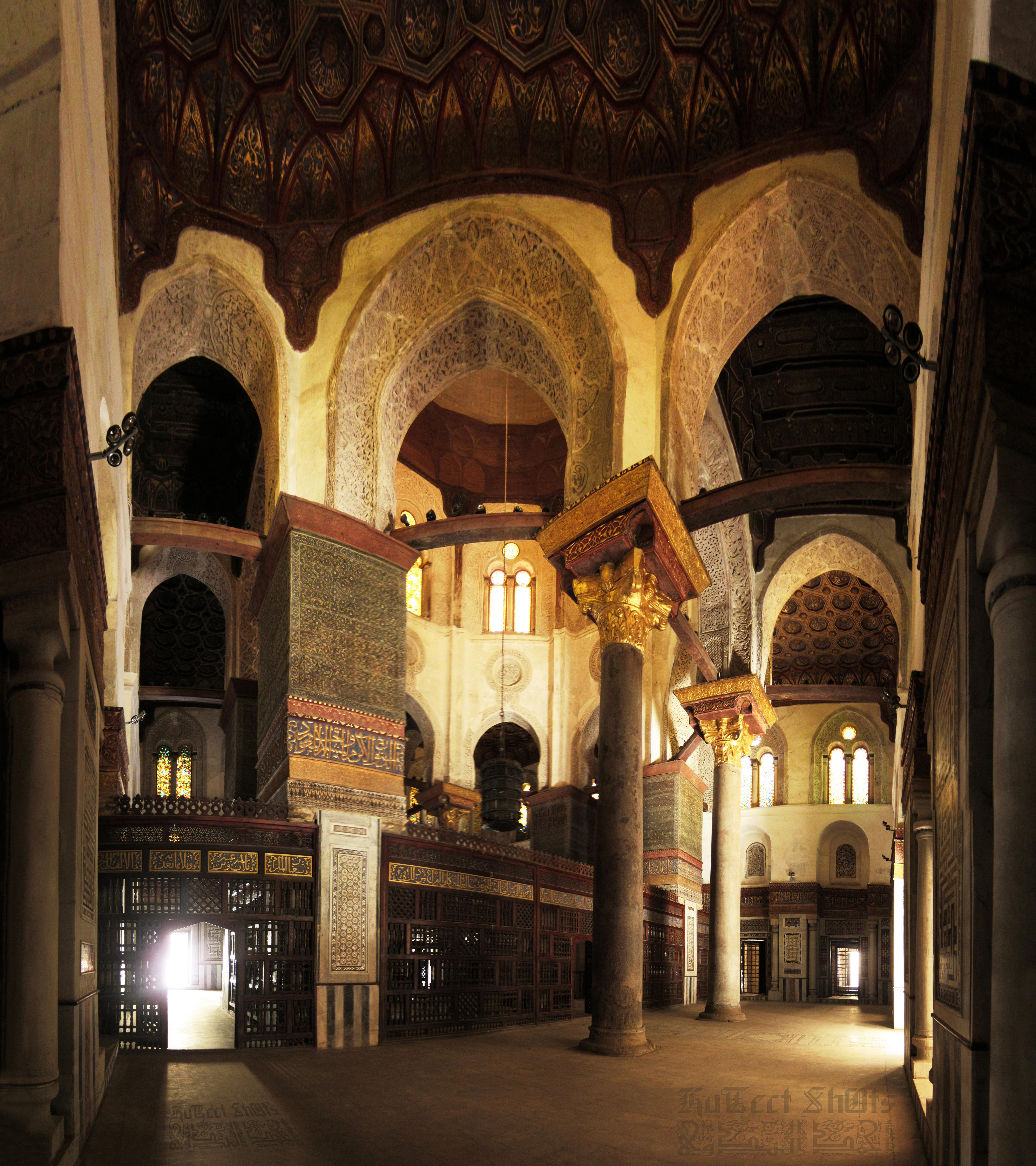
Інтер'єр мечеті Калауна в Каїрі

За походженням був половцем. Під час наступу монголів потрапив у рабство. За 1000 дирхамів його купив єгипетський торгівець, що постачав невільників для гвардії аюбідського султана ас-Саліха (звідси прізвисько Калауна — алфі).
Під час навчання в «школі» мамелюків зблизився з іншим «колегою по нещастю» — майбутнім султаном Бейбарсом. Із приходом Бейбарса до влади виконував важливі доручення володаря — зокрема розгромив монголів, що намагались закріпитись у Сирії (1272). Старший син Бейбарса Саїд Берке був одружений з донькою Калауна, сам Калаун був атабеком молодшого сина Бейбарса Саламиша.
Після того, як Саїд Берке відмовився від престолу, султаном став Саламиш, якому було лише 7 років. Але врешті Калаун і його усунув від влади, а сам став султаном. Невдовзі проти нього повстав Сункур аль-Ашкар, валі Дамаска, який оголосив себе султаном. 1280 року Калаун переміг його, захопивши Дамаск. У 1281 році Калаун замирився з Сункуром через загрозу з боку Мунке-Тимура, брата ільхана Абаки, що вдерся до Сирії. 29 жовтня у Другій битві при Хомсі здолав монголів, але через втрати вимушен був відступити до Дамаску.
1281 Калаун уклав договор з великим магістром госпітальєрів Ніколя Лорною і триполійським графом Боемундом IV на 10 років 10 місяців 10 тижнів і 10 днів. Втім фактично мир протримався до 1282 року. 1281 року султан уклав союз з візантійським імператором Михайлом VIII проти Карла I, короля Сицилії. 
У 1282 році він заснував рибат аль-Мансурі поруч із Аль-Аксою у Єрусалимі.
1284 року він визнав Тир і Бейрут, де панували Аморі та його мати Ізабелла відповідно, окремими від Єрусалимського королівства. Договір з Аморі зобов'язував не будувати нових укріплень, залишатися нейтральним у конфліктах між мамлюками та іншими хрестоносцями, а Калауну дозволялося збирати половину міських податків.
1285 року виступив проти госпітальєрів, захопивши 25 травня важливий замок Маргат, а потім замок Мараклею. 1287 року відняв в Боемунда IV місто Лаодікею. З 1287 року починається війсьна з Семамуном, царем Мукурри-Нобаті, якого мамлюки двічі скидали з трону, але повністю здолати не вдалося. 1288 року було втрачено владу над Меккою та південним Хіджазом, де шаріф Абу Нумай I перейшов на бік Аль-Музаффар Юсуфа I, султана держави Расулідів. Спроби підкорити Мекку були невдалими до кінця панування Калауна.
27 квітня 1289 року було захоплено Триполі, чим завершено існування Триполійського князівства, а також замки госпітальєрів Нефіну і Батрун. Тоді ж було укладено мир з кіпрським королем Генріхом II.
1290 року уклав торгівельний договір з Генуезькою республікою. Того ж року взяв в облогу Акре, але не дожив до її падіння, померши 10 листопада у Каїрі. Владу спадкував син Халіль аль-Ашраф.

## Родина
Першою дружиною Калауна у 1265 чи 1266 році стала Фатіма-хатун, відома як Умм Саліх, донька Сайф ад-Діна Карамуна. Вони одружилися у 1265–1266 роках.  Вона померла у 1283–1284 роках і була похована у власному мавзолеї на Південному кладовищі Каїра. Була матір'ю сина ас-Саліха Алі (помер 2 вересня 1288 року) та Газії-хатун, яка 1277 року вийшла заміж за султана Саїда Берке. Померла в серпні 1288 року і була похована в мавзолеї своєї матері.
Після її смерті він одружився з її сестрою, удовою Сайф ад-Діна Кундука. Іншою дружиною була Куткутія-хатун, яка була матір'ю сина Халіля.
1282 року однією дружиною була Сітт Ашлун, донька Суктай бін Караджин, що перебіг від ільханів до мамлюків. Вона була матір'ю сина Мухаммеда.
1288 року одружився з донькою еміра Шамса ад-Діна Сункура аль-Такріті. Проте Калаун невдовзі після цього розірвав шлюб. 
Також відомо про його сина Аміра Ахмада і доньок: Дар Мухатар аль-Джаухарі, що була дружиною Мухтара аль-Джаухарі, Дар Анбар аль-Камілі, яка була дружиною Анбара аль-Камілі.